# Taedia multisignata
Taedia multisignata är en insektsart som först beskrevs av Reuter 1909.  Taedia multisignata ingår i släktet Taedia och familjen ängsskinnbaggar. Inga underarter finns listade i Catalogue of Life.